# Ганапатідева
Ганапатідева (тел. గణపతిదేవుడు; д/н–1262) — магараджа Держави Какатіїв в 1199—1262 роках. Розширив межі володінь, сприяв економічному та культурному піднесенню.

## Життєпис

### Зовнішння політика
Син Махадеви. Під час війни батька з Сеунами (тривала з 1195 року) потрапив у полон до чакравартіна Джайтугі. 1199 року в битві загинув Махадева, за допомогою Джайтугі Ганапатідева посів трон в Державі Какатіїв, визнавши зверхність Сеунів.
Спрямував зусилля на розширення володінь на південному сході. До 1213 року захопив телугумовні низинні райони дельти навколо річок Годаварі та Крішна. Боротьба за долину Годаварі спричинило конфлікт з Анангбгімадевою III, гаджапаті держави Східних Гангів, яка точилася без переваги жодної зі сторін. 1216 року повалив Раджендрачоду III, приєднавши його державу Веланаті до своїх володінь. Також приєднав землі династії Неллор Чода. Пізніше він підкорив район Ганджам держави Калінга до Аски. 1218 року вступив у конфлікт з Віра Балалою II, магараджахіраджею Держави Хойсалів, що також намагався підкорити Неллор Чода. Зрештою останній перед загрозою Сеунів відступив.
Він видав свою дочку Рудрамадеві заміж за Вірабхадру, магарджу Нідадавулу, другу доньку — Ганапамбу — за Бета, магарджу Дхаранікоти, сестру Меламбіку — Рудрараджу, раджу Мадгіри. Сам оженився на донька впливового Джаяпасеви, раджи Камминайду.
Зрештою розширення володінь до кордонів Чола призвело до конфлікт з династією Кадава. У 1230-х роках в двох військових кампаніях відбив вторгнення Копперунчінги I до регіону Неллор. Водночас Какатії в цей час фактично здобули незалежність від Сеунів.
1260 року виступив на допомогу Віджаї Гандогапала, правителя Чола-Канчі, проти Садаявармана Сундари Пандьяна I, володаря Держави Пандья, але в битві біля Мутукурі військо Какатіїв зазнало поразки, внаслідок чого регіон Неллор було втрачено. Після повернення пандьянських військ до себе Ганапатідева переміг Копперунчінгана II, магараджу Кадавів, і відвоював території до Канчі. 1262 року  Копперунчінга II знову почав війну, під час якої Ганапатідева помер. Трон спадкувала його донька Рудрамадеві.

### Внутрішня політика
Приділив увагу зміцненню своєї столиці Оругаллу, звівши масивну гранітну стіни навколо міста, з пандусами, призначеними для зручності доступу до його валів зсередини. Також було споруджено рів і численні форти та бастіони. Він створив штучне озеро Пахал.
Сприяв розвитку ремісництва та зовнішньої торгівлі, скасовувавши всі податки, крім фіксованого мита. Важливого значення набув порт Мотупаллі. Підтримував добрі стосунки з усіма кастами і намагався не перетворити кастові відмінності на внутрішні конфлікти.

## Культурна діяльність
Фундував величний храм Рамаппа (або Рамалінгешвара) поблизу столиці. В Оругаллу було зведено храм Пекку Татакала. Сформувався свій стиль скульптури. З часів Ганапатідеви набула розвиток літературна мова телугу. Цей володар намагався впровадити її в усі сфери життя.